# Phebalium bullatum
Phebalium bullatum är en vinruteväxtart som beskrevs av John McConnell Black. Phebalium bullatum ingår i släktet Phebalium och familjen vinruteväxter. Inga underarter finns listade i Catalogue of Life.